# Petrus de Dacia

Petrus de Dacia (ur. w przybliżeniu w latach 30. XIII wieku, zm. 1289) był mnichem, który jest uważany za pierwszego szwedzkiego pisarza, choć jego utwory były napisane po łacinie.

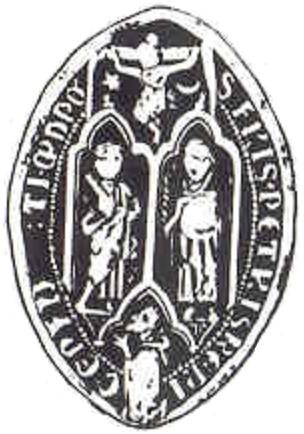
Pieczęć Piotra z Dacji